# Saint-Oradoux-de-Chirouze
Saint-Oradoux-de-Chirouze est une commune française située dans le département de la Creuse, en région Nouvelle-Aquitaine.

## Géographie

### Généralités
- 1Carte dynamique
- 2Carte OpenStreetMap
- 3Carte topographique
- 4Carte avec les communes environnantes

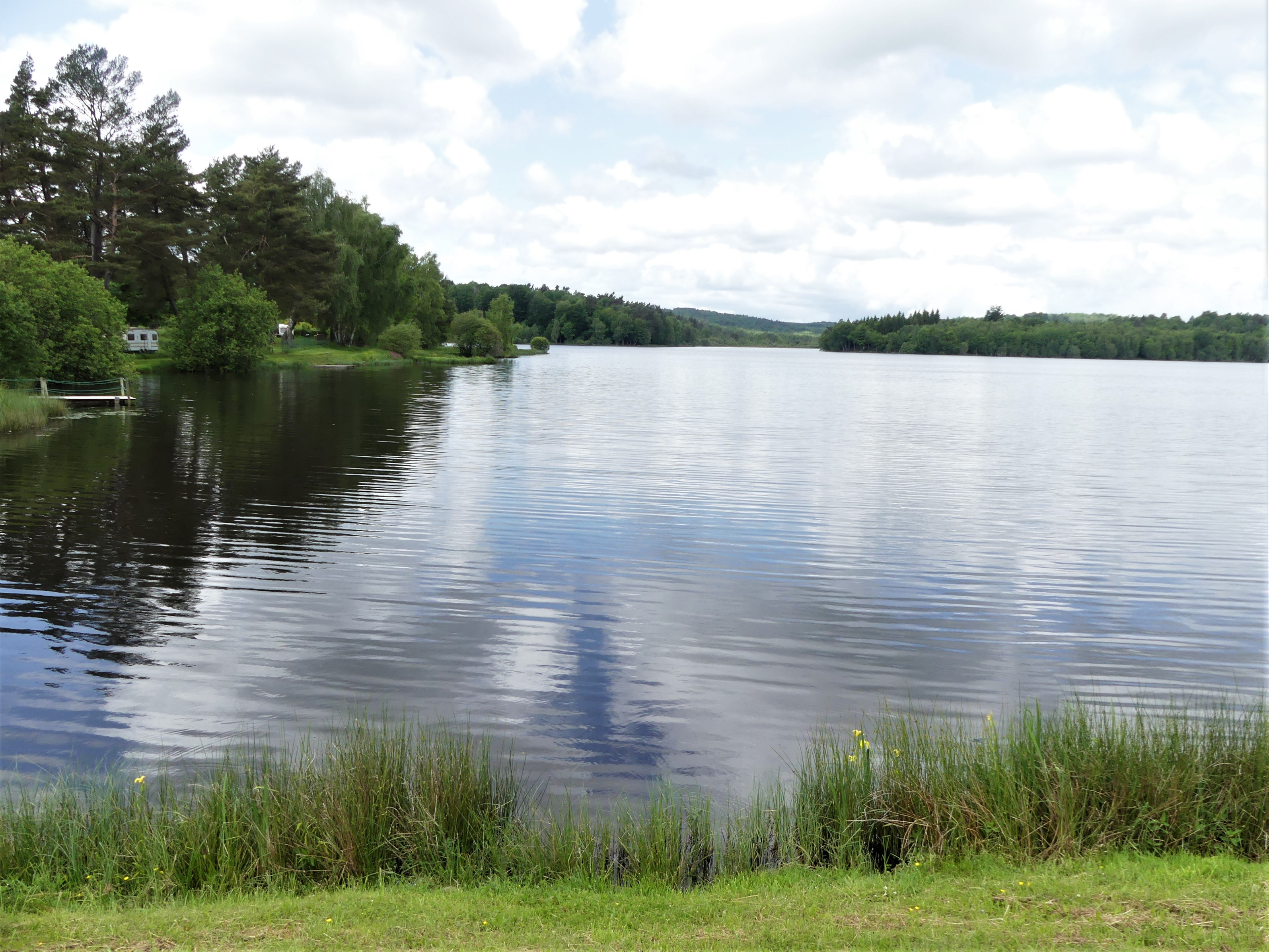
L'étang de Méouze.

Dans le quart sud-est du département de la Creuse, dans le parc naturel régional de Millevaches en Limousin, la commune de Saint-Oradoux-de-Chirouze s'étend sur 28,58 km2. Elle est arrosée par la Méouzette et son affluent le ruisseau des Meunières, ainsi que par le ruisseau de Coutejoux, un affluent de la Liège.
L'altitude minimale, 753 mètres, se trouve localisée à l'extrême nord-est, là où la Méouzette quitte la commune et entre sur celle de Flayat. L'altitude maximale avec 936 mètres est située au sud, en forêt de Châteauvert.
Traversé par la route départementale (RD) 996, le bourg de Saint-Oradoux-de-Chirouze est situé, en distances orthodromiques, vingt kilomètres au nord d'Ussel.
La commune est également desservie par les RD 18, 18A3, 29 et 79.

### Communes limitrophes
Saint-Oradoux-de-Chirouze est limitrophe de huit autres communes, dont deux dans le département de la Corrèze.
| Beissat     | Malleret                  | Flayat                                         |
| La Courtine | Saint-Oradoux-de-Chirouze | Saint-Merd-la-Breuille                         |
|             | Saint-Martial-le-Vieux    | Eygurande (Corrèze), Lamazière-Haute (Corrèze) |

### Climat
Pour des articles plus généraux, voir Climat de la Nouvelle-Aquitaine et Climat de la Creuse.
Historiquement, la commune est exposée à un climat montagnard.  
En 2020, Météo-France publie une typologie des climats de la France métropolitaine dans laquelle la commune est exposée à un climat de montagne et est dans la région climatique ouest et nord-ouest du Massif central, caractérisée par une pluviométrie annuelle de 900 à 1 500 mm, maximale en automne et en hiver.
Pour la période 1971-2000, la température annuelle moyenne est de 8,8 °C, avec une amplitude thermique annuelle de 14,8 °C. Le cumul annuel moyen de précipitations est de 1 152 mm, avec 12,9 jours de précipitations en janvier et 8,3 jours en juillet. Pour la période 1991-2020, la température moyenne annuelle observée sur la station météorologique la plus proche, située sur la commune de La Courtine à 6 km à vol d'oiseau, est de 9,3 °C et le cumul annuel moyen de précipitations est de 1 092,6 mm,. Pour l'avenir, les paramètres climatiques de la commune estimés pour 2050 selon différents scénarios d'émission de gaz à effet de serre sont consultables sur un site dédié publié par Météo-France en novembre 2022.

## Urbanisme

### Typologie
Au 1er janvier 2024, Saint-Oradoux-de-Chirouze est catégorisée commune rurale à habitat très dispersé, selon la nouvelle grille communale de densité à 7 niveaux définie par l'Insee en 2022.
Elle est située hors unité urbaine et hors attraction des villes,.

### Occupation des sols
L'occupation des sols de la commune, telle qu'elle ressort de la base de données européenne d’occupation biophysique des sols Corine Land Cover (CLC), est marquée par l'importance des forêts et milieux semi-naturels (82,6 % en 2018), en augmentation par rapport à 1990 (80,5 %). La répartition détaillée en 2018 est la suivante : 
forêts (71,4 %), prairies (13 %), milieux à végétation arbustive et/ou herbacée (11,2 %), zones humides intérieures (2 %), eaux continentales (1,9 %), zones agricoles hétérogènes (0,5 %). L'évolution de l’occupation des sols de la commune et de ses infrastructures peut être observée sur les différentes représentations cartographiques du territoire : la carte de Cassini (XVIIIe siècle), la carte d'état-major (1820-1866) et les cartes ou photos aériennes de l'IGN pour la période actuelle (1950 à aujourd'hui).

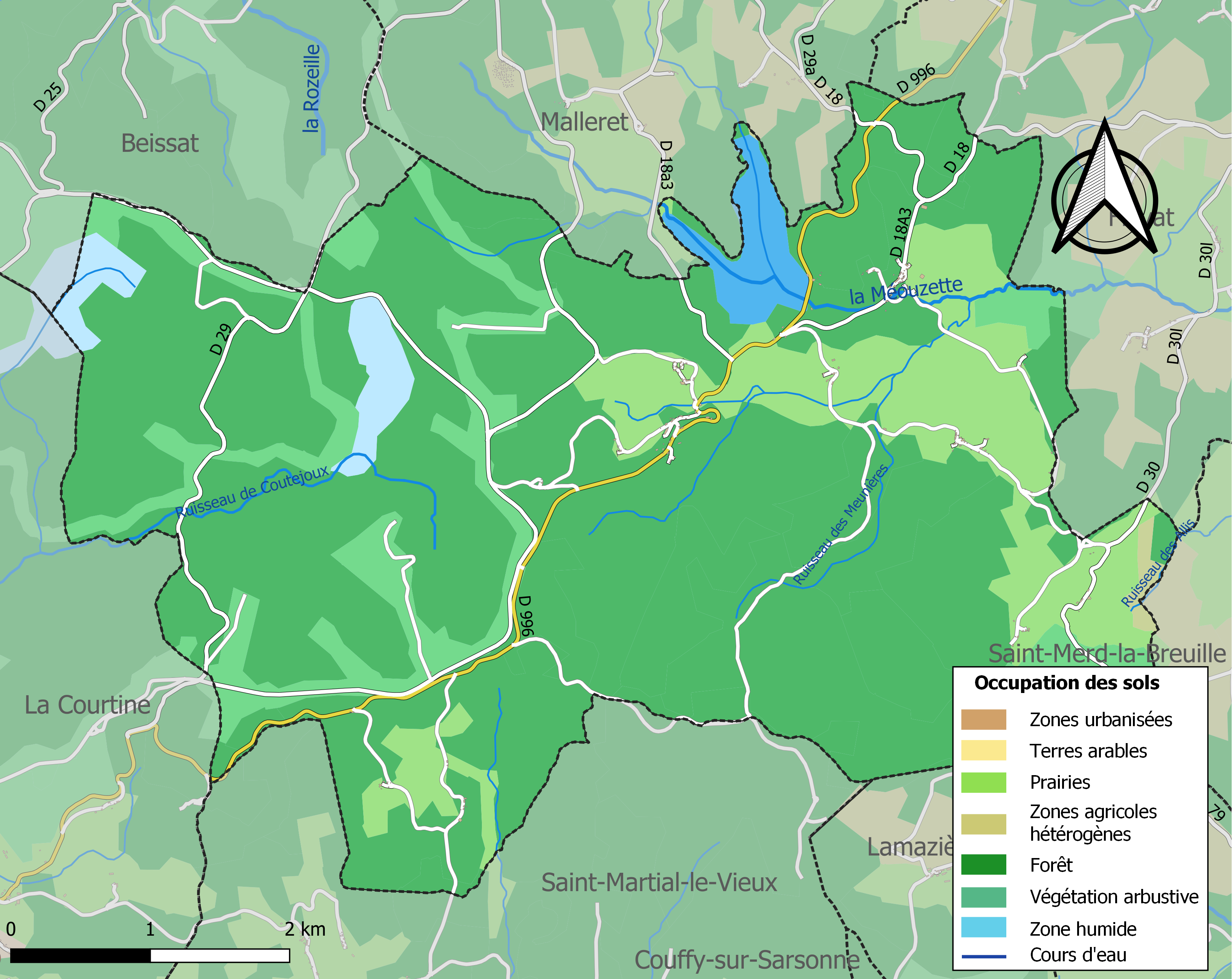
Carte des infrastructures et de l'occupation des sols de la commune en 2018 (CLC).

### Risques majeurs
Le territoire de la commune de Saint-Oradoux-de-Chirouze est vulnérable à différents aléas naturels : météorologiques (tempête, orage, neige, grand froid, canicule ou sécheresse) et séisme (sismicité très faible). Il est également exposé à un risque particulier : le risque de radon. Un site publié par le BRGM permet d'évaluer simplement et rapidement les risques d'un bien localisé soit par son adresse soit par le numéro de sa parcelle.

#### Risques naturels

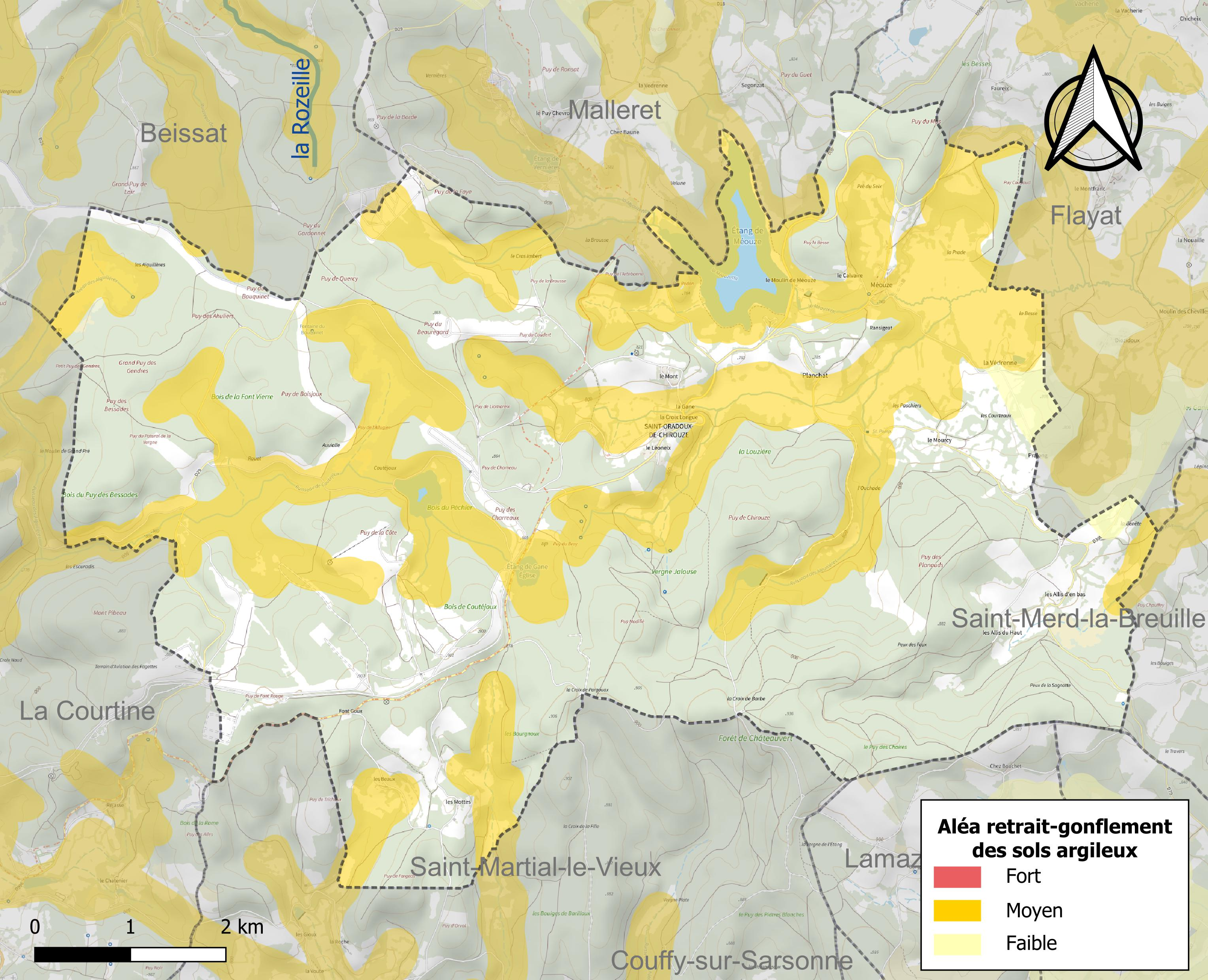
Carte des zones d'aléa retrait-gonflement des sols argileux de Saint-Oradoux-de-Chirouze.

Le retrait-gonflement des sols argileux est susceptible d'engendrer des dommages importants aux bâtiments en cas d’alternance de périodes de sécheresse et de pluie. 34,8 % de la superficie communale est en aléa moyen ou fort (33,6 % au niveau départemental et 48,5 % au niveau national). Sur les 96 bâtiments dénombrés sur la commune en 2019, 44 sont en aléa moyen ou fort, soit 46 %, à comparer aux 25 % au niveau départemental et 54 % au niveau national. Une cartographie de l'exposition du territoire national au retrait gonflement des sols argileux est disponible sur le site du BRGM,.
Par ailleurs, afin de mieux appréhender le risque d’affaissement de terrain, l'inventaire national des cavités souterraines permet de localiser celles situées sur la commune.
La commune a été reconnue en état de catastrophe naturelle au titre des dommages causés par les inondations et coulées de boue survenues en 1982 et 1999. Concernant les mouvements de terrains, la commune a été reconnue en état de catastrophe naturelle au titre des dommages causés par des mouvements de terrain en 1999.

#### Risque particulier
Dans plusieurs parties du territoire national, le radon, accumulé dans certains logements ou autres locaux, peut constituer une source significative d’exposition de la population aux rayonnements ionisants. Certaines communes du département sont concernées par le risque radon à un niveau plus ou moins élevé. Selon la classification de 2018, la commune de Saint-Oradoux-de-Chirouze est classée en zone 3, à savoir zone à potentiel radon significatif.

## Politique et administration
| Période                                  | Période  | Identité        | Étiquette | Qualité         |
| ---------------------------------------- | -------- | --------------- | --------- | --------------- |
| Les données manquantes sont à compléter. |          |                 |           |                 |
|                                          |          |                 |           |                 |
| mars 1977                                | 1995     | Marcel Maginier | PS        |                 |
| juin 1995                                | 2001     | Fernand Roulet  |           |                 |
| mars 2001                                | 2008     | Pierre Salagnac | PS        |                 |
| mars 2008                                | 2010     | Pierre Salagnac | PS        |                 |
| 2010                                     | 2014     | Alain Gavillet  |           |                 |
| 2014                                     | mai 2020 | Philippe Soulet | SE        | Cadre supérieur |
| mai 2020                                 | En cours | Henri Granet    |           |                 |

## Démographie
L'évolution du nombre d'habitants est connue à travers les recensements de la population effectués dans la commune depuis 1793. Pour les communes de moins de 10 000 habitants, une enquête de recensement portant sur toute la population est réalisée tous les cinq ans, les populations de référence des années intermédiaires étant quant à elles estimées par interpolation ou extrapolation. Pour la commune, le premier recensement exhaustif entrant dans le cadre du nouveau dispositif a été réalisé en 2004.

En 2022, la commune comptait 71 habitants, en évolution de +7,58 % par rapport à 2016 (Creuse : −3,32 %, France hors Mayotte : +2,11 %).
| 1793 | 1800 | 1806 | 1821 | 1831 | 1836 | 1841 | 1846 | 1851 |
| ---- | ---- | ---- | ---- | ---- | ---- | ---- | ---- | ---- |
| 587  | 525  | 542  | 769  | 777  | 836  | 804  | 810  | 776  |

| 1856 | 1861 | 1866 | 1872 | 1876 | 1881 | 1886 | 1891 | 1896 |
| ---- | ---- | ---- | ---- | ---- | ---- | ---- | ---- | ---- |
| 716  | 690  | 709  | 680  | 630  | 663  | 711  | 702  | 703  |

| 1901 | 1906 | 1911 | 1921 | 1926 | 1931 | 1936 | 1946 | 1954 |
| ---- | ---- | ---- | ---- | ---- | ---- | ---- | ---- | ---- |
| 707  | 544  | 516  | 377  | 406  | 357  | 331  | 274  | 209  |

| 1962 | 1968 | 1975 | 1982 | 1990 | 1999 | 2004 | 2006 | 2009 |
| ---- | ---- | ---- | ---- | ---- | ---- | ---- | ---- | ---- |
| 148  | 116  | 71   | 65   | 55   | 74   | 84   | 83   | 87   |

| 2014 | 2019 | 2022 | - | - | - | - | - | - |
| ---- | ---- | ---- | - | - | - | - | - | - |
| 71   | 72   | 71   | - | - | - | - | - | - |

## Culture locale et patrimoine

### Lieux et monuments
- Au lieu-dit les Mottes subsistent trois mottes castrales, inscrites au titre des monuments historiques en 1993[25].
- L'église Saint-Barthélémy date des XIIe et XVe siècles[26]. Elle est inscrite à l'Inventaire général du patrimoine culturel[26].
- La croix de cimetière date du XVIe siècle[27].
- L'étang de Méouze qui s'étend sur 62 hectares offre des possibilités de camping et de pêche[28].

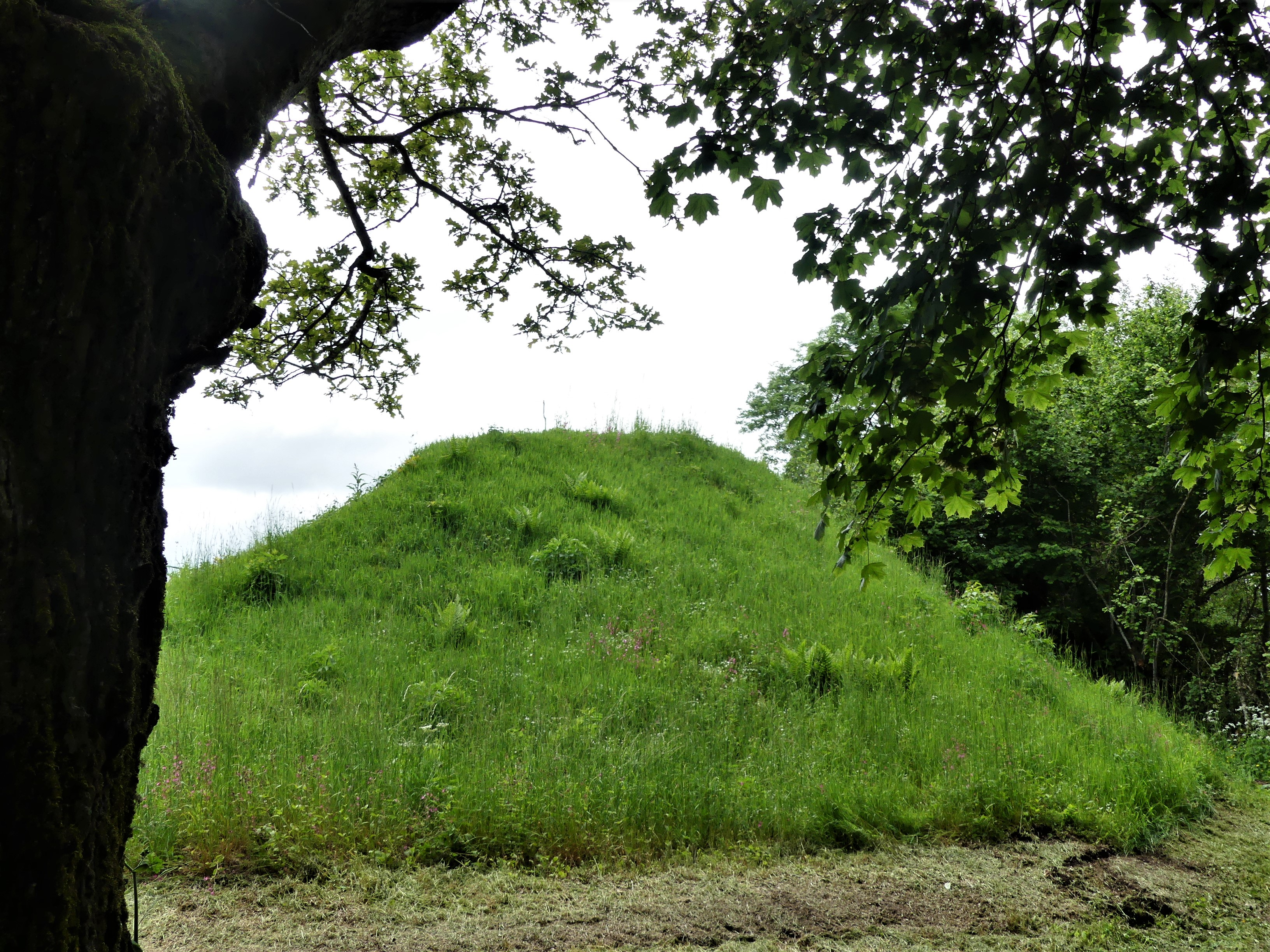
Une des mottes castrales.
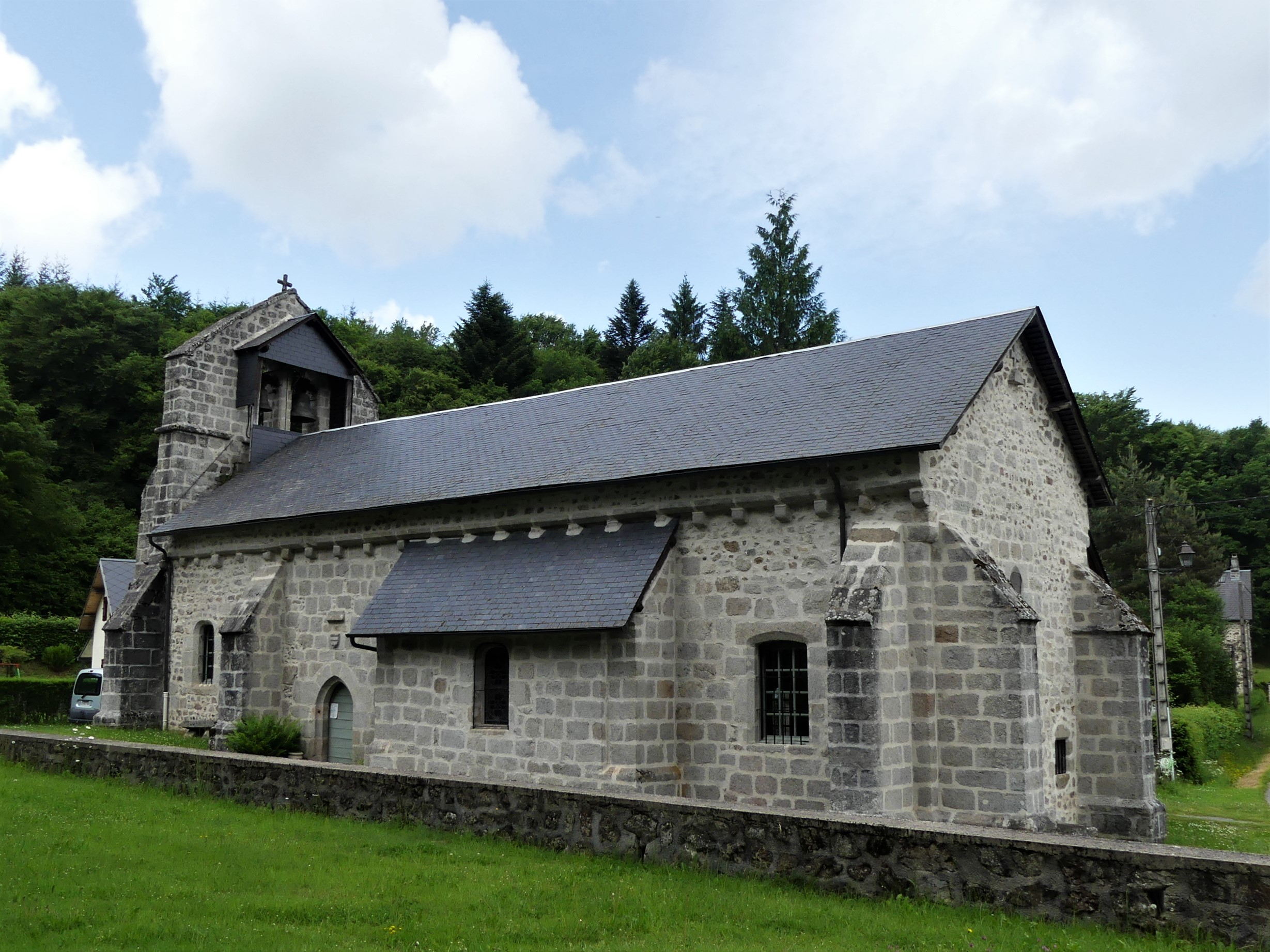
L'église Saint-Barthélémy.
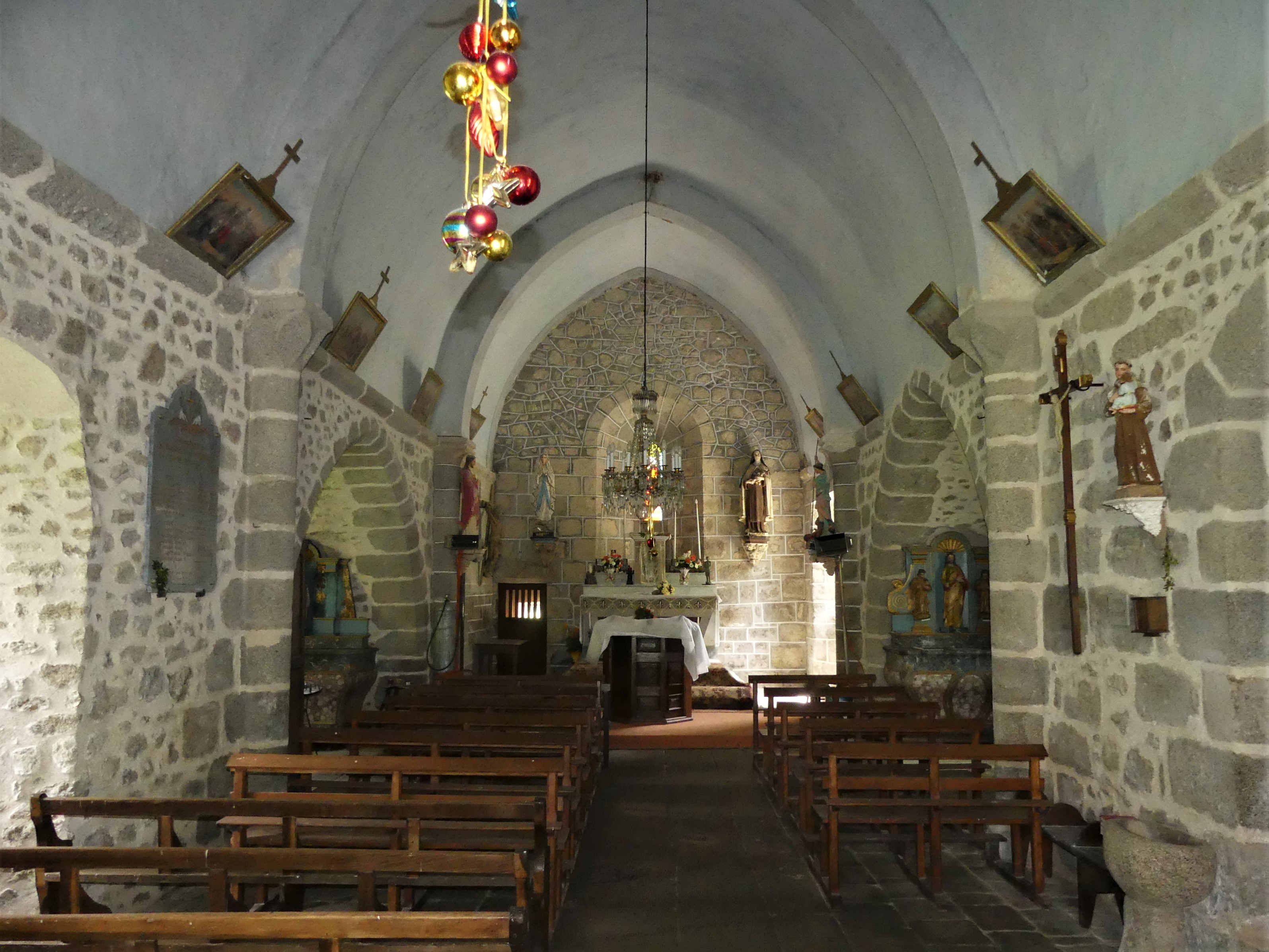
Sa nef.
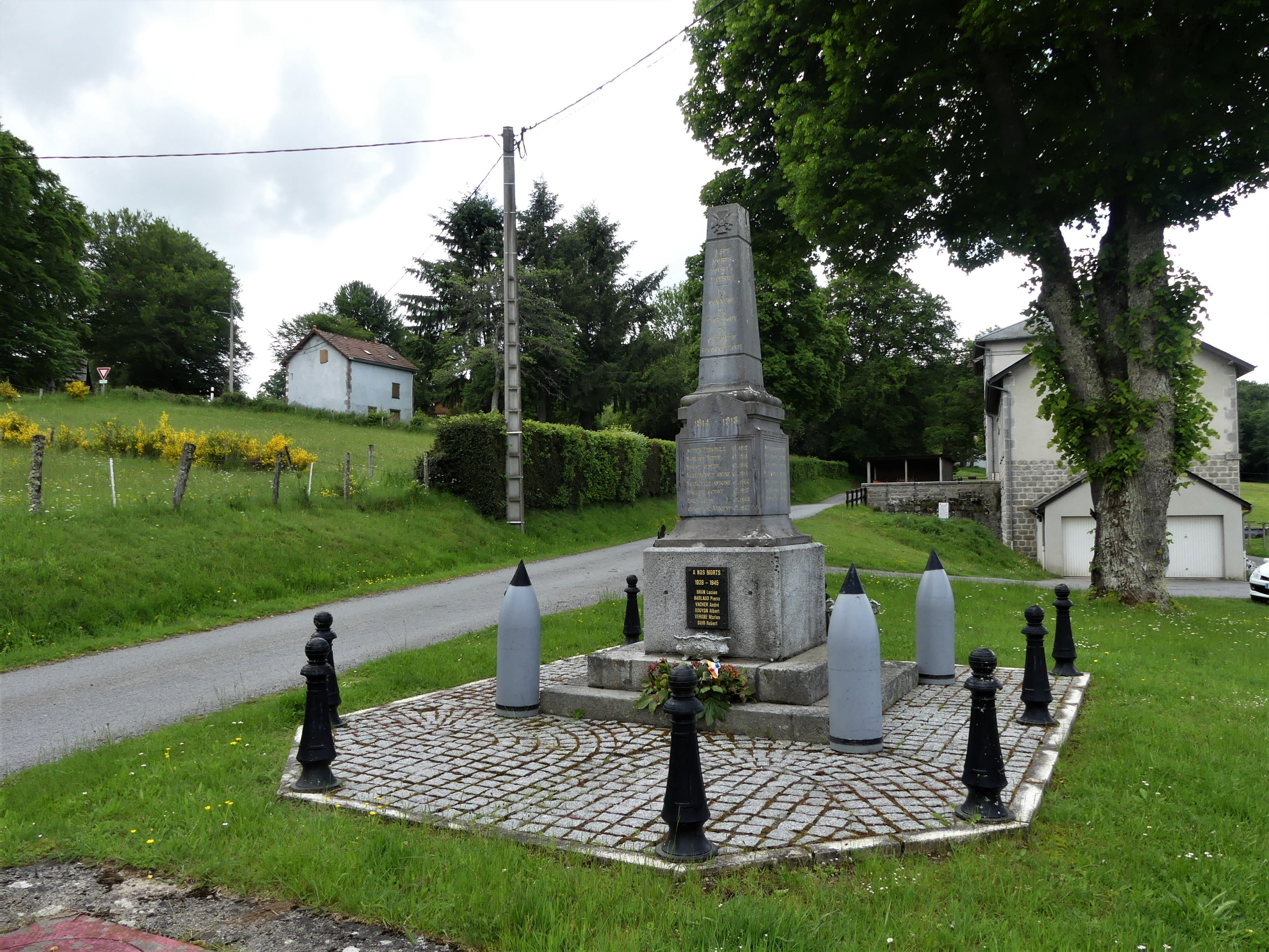
Le monument aux morts.

### Héraldique
| Blason de Saint-Oradoux-de-Chirouze | Blason  | Écartelé : au 1er d'azur semé de fleurs de lys d'or, à la bande de gueules chargée de trois lions léopardés d'argent, au 2e taillé au I d'azur à trois fleurs de lys d'or (mal ordonnées), au II d'or à un gonfanon de gueules frangé de sinople, au 3e d'or à la fasce ondée d'azur surmontée à dextre d'un sapin de sinople et à senestre d'une loutre contournée au naturel et soutenue d'une vache de gueules accornée et colletée d'azur, au 4e d'hermine au quart de bordure de gueules ; sur le tout, d'or à un château de trois tours de sinople (ouvert et maçonné de sable). |
| Blason de Saint-Oradoux-de-Chirouze | Détails | Adopté en 2015. |